# Svatý rok 1390
Svatý rok 1390 (3. řádné univerzální jubileum), které ustanovil 8. dubna 1389 papež Urban VI. (1318–1389) bulou Salvator noster Unigenitus s tím, že oslavy jubilea se mají konat každých 33 let, čímž se oslavy posunuly na rok 1390 (původně se měly konat v roce 1400). Svatému roku posléze předsedal Bonifác IX. Byla při něm zavedena praxe návštěv čtyř patriarchálních římských bazilik pro získání odpustků a perioda 33 let konání svatých roků, jako v analogii 33 let pozemského života Ježíše Krista a předpokládaného průměrného lidského věku v tomto historickém období. Papežské schizma, k němuž došlo v roce 1390, kdy se vzdoropapež Klement VII. uchýlil do Avignonu, značně ovlivnilo počet poutníků, kteří se do Říma sjížděli, protože zakázal Francouzům, Španělům, Kataláncům, Skotům, jihoitalským a všem, kteří ho následovali, vzdávat hold u hrobů apoštolů v Římě.

## Průběh

### Předehra
Svatý rok slavený mimo běžnou řadu let v roce 1390, ač podle ustanovení papeže Klementa VI. (1291–1352) se měl příští slavit až na konci století má podivnou historii. Odborníci dodnes diskutují, jak k této události došlo. Domnívají se, že se papež chtěl patrně zavděčit obytelům Říma, kteří si na něm Svatý rok prostě vynutili. Bula vydaná ještě během pobytu v Avignonu papežem Řehořem XI. 29. dubna 1373 byla jakousi předehrou. Snad na přání obyvatel Říma připojil ke třem bazilikám, jež měli poutníci během Svatého roku navštívit, i čtvrtou baziliku, Panny Marie Sněžné, nazývanou též bazilikou Panny Marie Větší. Jako důvod udal v bule úkol Mariin při díle vykoupení zázraky, dějícími se na onom místě na přímluvu Boží Matky.
S konečnou platností se tak ustálil počet jubilejních bazilik na:
1. Sv. Petra (San Pietro),
2. Sv. Jana v Lateránu (San Giovanni in Laterano),
3. Sv. Marie Větší (Santa Maria Maggiore),
4. Sv. Pavla za hradbami (San Paolo Fuori le Mura).

Řehoř XI. byl poslední platně zvolený papež, který sídlil v Avignonu. Na naléhání svaté Kateřiny Sienské, svaté Brigity Švédské i císaře Karla IV. se odhodlal k odvážnému kroku, přenést papežské sídlo znovu do Říma; ten neviděl papeže už sedmdesát let, vyjma kratičkého pobytu Urbana V. (1310–1370), který se záhy zase vrátil do Avignonu.
Na jaře roku 1378 však Řehoř XI. zemřel. Jeho nástupcem se stal naposled v dějinách muž, který nebyl kardinálem: arcibiskup Bartoloměj z neapolského Prignana. Zastával však řadu let důležité funkce v avignonském správním aparátu, kde dobře poznal jeho slabiny ...

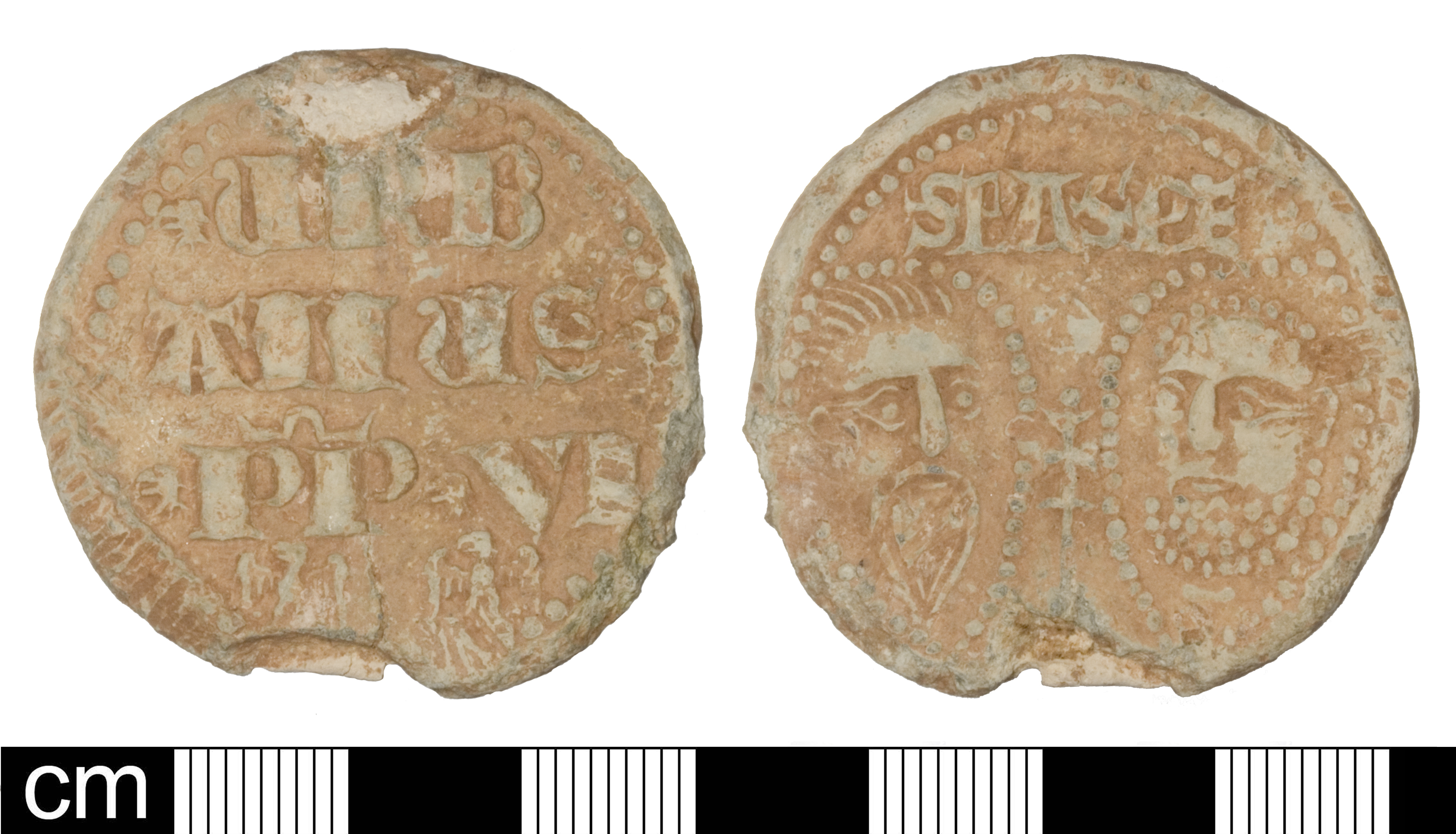
Bula papeže Urbana VI.

Zvolil si jméno Urban VI. Radikální reforma církve, po níž se všude volalo, se mu stala životním programem. Učinila však z něho také jednu z tragických postav na Petrově stolci. Jeho jižní ohnivá povaha ho zbavovala smyslu pro míru při jednání s lidmi, zacházel drsně s podřízenými včetně kardinálů, ba i se světskými vládci. Vyčítal jim veřejně jejich neřesti. Toto počínání nebyly s to vyvážit ani jeho osobně bezúhonný život, ani jeho dobrý úmysl.
Za několik měsíců po volbě, uraženi jeho jednáním, od něho utekli všichni kardinálové, většinou Francouzi, a zvolili si papeže nového, jímž se stal vzdoropapež Klement VII. S ním se přestěhovali do Avignonu. Tak zůstala církev rozdělena čtyřicet let. Papeže avignonské uznávala Francie a království severo-španělská, ostatní země papeže římské. Urban VI. musel jmenovat nové kardinály. Byli mezi nimi cizinci, například pražský arcibiskup Jan Očko z Vlašimi a později i kněz Petr z Rožmberka, který však před jmenováním zemřel.

### Urban VI. a Jan z Jenštejna
Viz též: Památka v kalendáři#Navštívení Panny Marie

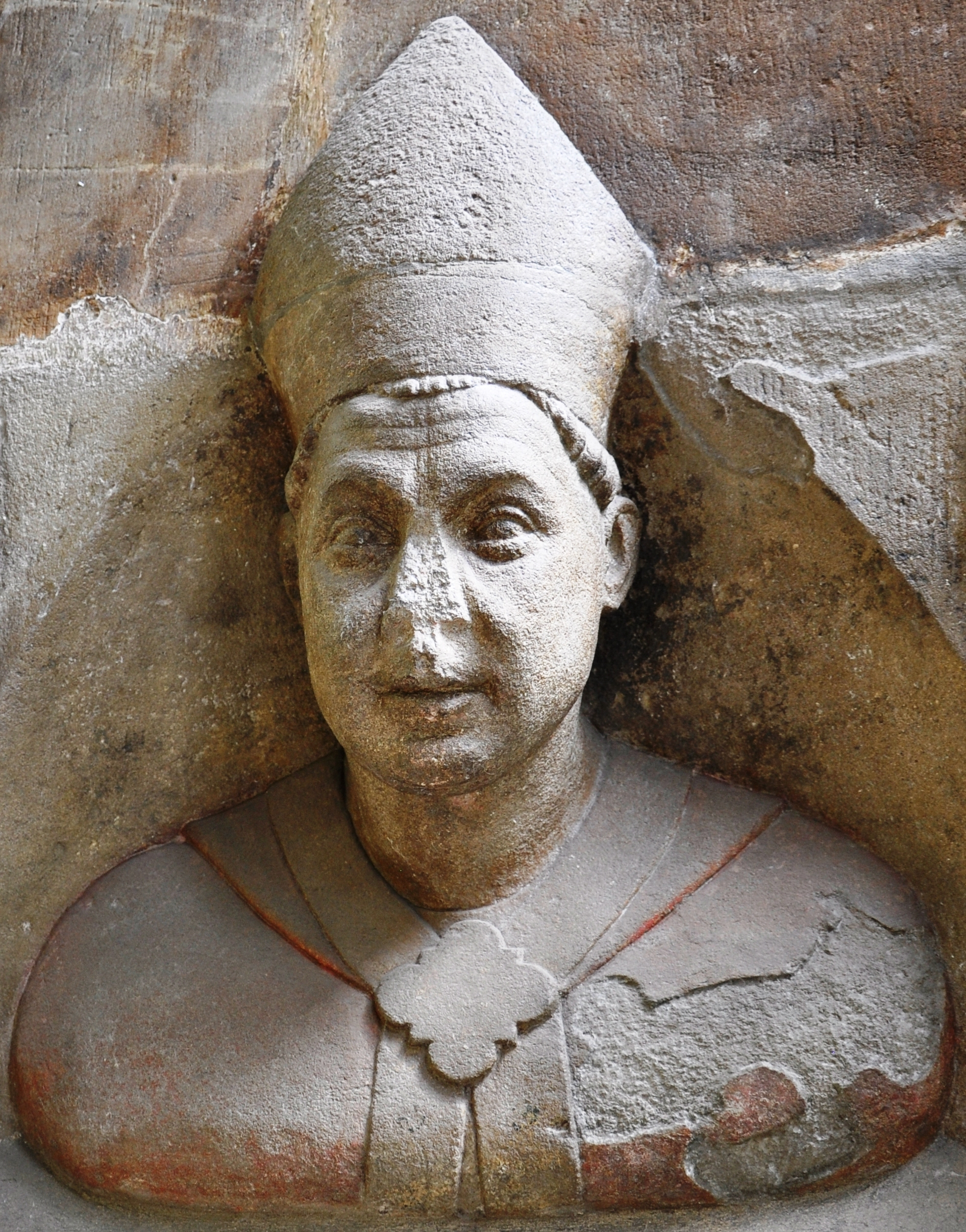
Busta Jana z Jenštejna, třetího pražského arcibiskupa, z konce 14. století. Katedrála svatého Víta, Praha

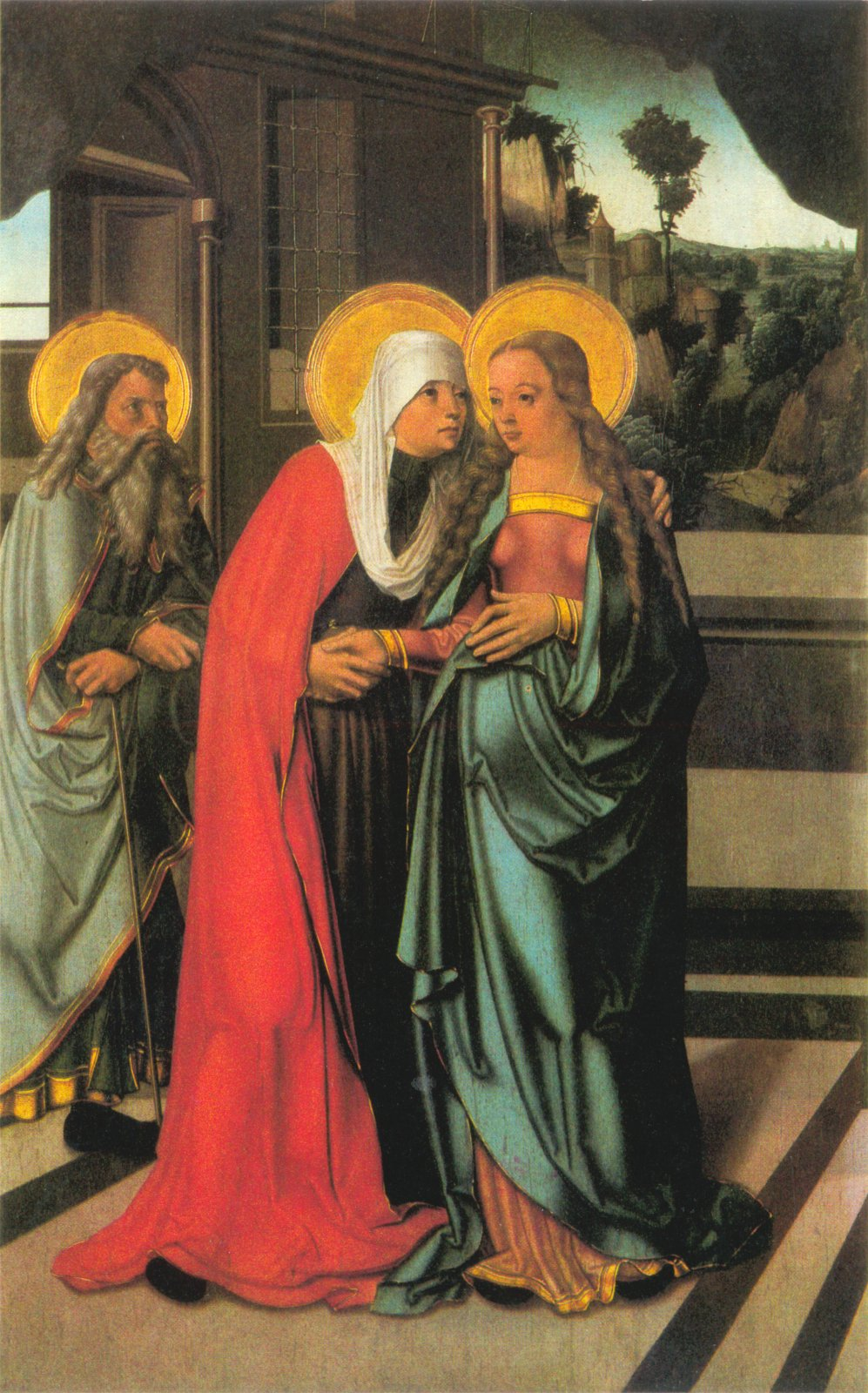
Obraz Navštívení od Mistra litoměřického oltáře, asi 1505

Nešťastná povaha zavlekla Urbana VI. i do četných politických sporů. Vznikala proti němu spiknutí, do nichž byl zapleten i neapolský král, který Urbana VI. v roce 1385 po řadu měsíců obléhal v nocerském hradě. Tehdy mu sepsal pražský arcibiskup Jan z Jenštejna útěšný spis, nazvaný De consideratione, nikoliv proto, že sympatizoval s jeho tvrdou povahou, nýbrž protože věřil, že on je právoplatným nástupcem svatého Petra. Těšil ho, ale také napomínal k umírněnosti v jednání. Ujistil ho také, že bude z obležení vysvobozen. Když se před dokončením spisu jeho předpověď splnila, připomenul mu závěrem, že se tak stalo přímluvou Matky Boží. Ať jí tedy nějak projeví svou vděčnost. Rok nato, po zavedení nového svátku Navštívení Panny Marie, k dosažení jednoty církve požádal Jan z Jenštejna Urbana VI., aby tento svátek rozšířil na celou církev, což papež přislíbil. Svůj slib však mohl splnit až za tři roky, neboť se nemohl před podzimem 1388 navrátit do Říma rozeštvaného vnitřními třenicemi. Tehdy se jen vážně začala projednávat záležitost svátku. Nakonec však sám papež jednání urychlil rozhodnutím ve slavnostní konzistoři, neboť viděl v Jenštejnově žádosti jasný projev Boží vůle. I během procesu se několikrát vynořilo tvrzení, že si Boží prozřetelnost vyvolila pražského arcibiskupa za svůj nástroj.
Jediný dodnes známý popis této slavnostní konzistoře zachoval Jan z Jenštejna z vyprávění svého zástupce, roudnického převora Mikuláše: „Nejdůstojnější v Kristu Otec, papež Urban VI., chtěje tomuto spásonosnému svátku učinit konec, svolal slavnou konzistoř na čtvrtek před Květnou nedělí (8. dubna) roku od Božího vtělení 1389, kdy to nebývá obyčejem. Při ní připomenul, že byl v onen den zvolen papežem. Zúčastnili se jí všichni kardinálové dlící v Římě a při kurii, slavnostně oděni, jakož i veliký počet prelátů a duchovních, za jejichž přítomnosti řečnil ... ctihodný Edmund, opat řádu svatého Benedikta v Anglii, tehdy mistr posvátného paláce ... Pak však i Nejsvětější v Kristu Otec učinil jinou řeč, v níž zmíněný svátek Navštívení Panny Marie slavně ustanovil pro celý svět, především aby pominul rozkol. A aby zmíněný svátek byl ještě více uctěn, stanovil věčně slavit Svatý rok dle délky života Kristova, totiž každých 33 let, pro krátkost lidského života, jak to i vzkázal zmíněnému arcibiskupovi po bratru Mikuláši, později biskupu vladimiřském, takto: Řekni arcibiskupovi, že kdybych nebyl ustanovil svátek Navštívení, nebyl bych ustanovil ani Svatý rok. Ať se za mě modlí k Bohu.“

#### Poutníci z Čech

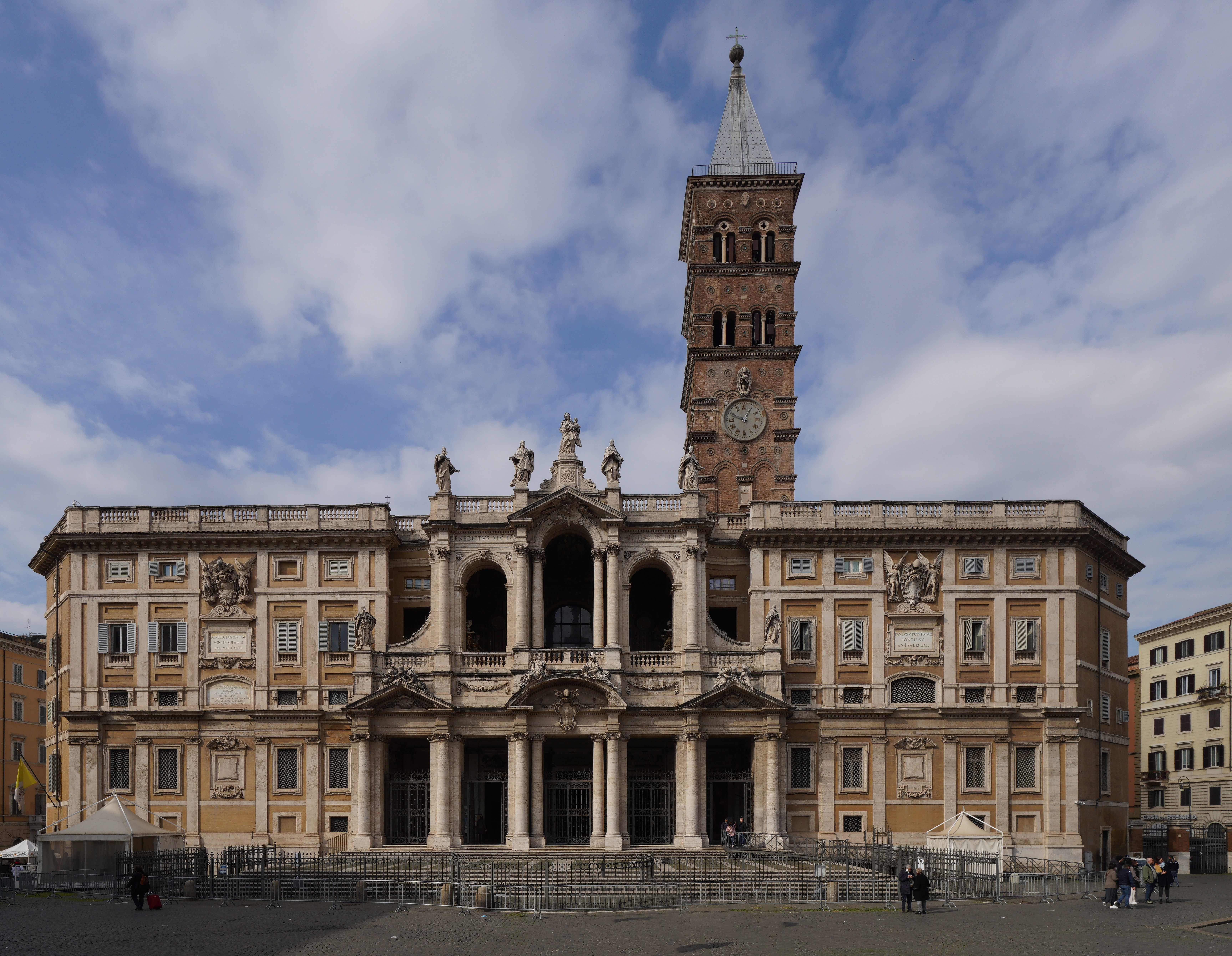
Bazilika Panny Marie Sněžné

Jan z Jenštejna připomíná, že Řehoř XI. připojil z úcty k novému svátku k jubilejním bazilikám i baziliku Panny Marie Sněžné, ale Urban VI. sám, jako by vědomě chtěl ignorovat bulu papeže Řehoře XI., v bule jubilea se o jeho rozhodnutí vůbec nezmiňuje. Že myšlenka Urbanova vyhlásit v konsistoři Milostivé léto na rok 1390 byla nová, dokazuje i skutečnost, že ač jindy se tak dělo čtením buly, tentokrát papež Milostivé léto pouze ohlásil a bulu dal sepsat až dodatečně. Z Čech a z ostatních středoevropských zemí putovalo do Říma mnoho poutníků. Avignonský papež však zakázal těm, kteří ho uznávali, pod trestem klatby do Říma putovat. Je to tak asi jediné Milostivé léto, kdy sloužil poutníkům z Čech nový hospic, který na římské Via dei pellegrini nedaleko náměstí Campo de' Fiori zakoupili císař Karel IV. a císařovna Alžběta Pomořanská při své korunovaci roku 1368 v Římě. Hospic byl pak svěřen Rožmberkům, jejichž představitelé, zmíněný kanovník Petr, Oldřich a Jan, bratři, vydali 6. března nadační listinu, jíž věnovali hospici příjmy k jeho vydržování. V podstatě šlo však o jakýsi špitál pro chudé a nemocné poutníky z Čech, kterým posluhoval český kněz a členové českého bratrstva, mezi nimi i Anka z Rožmberka.

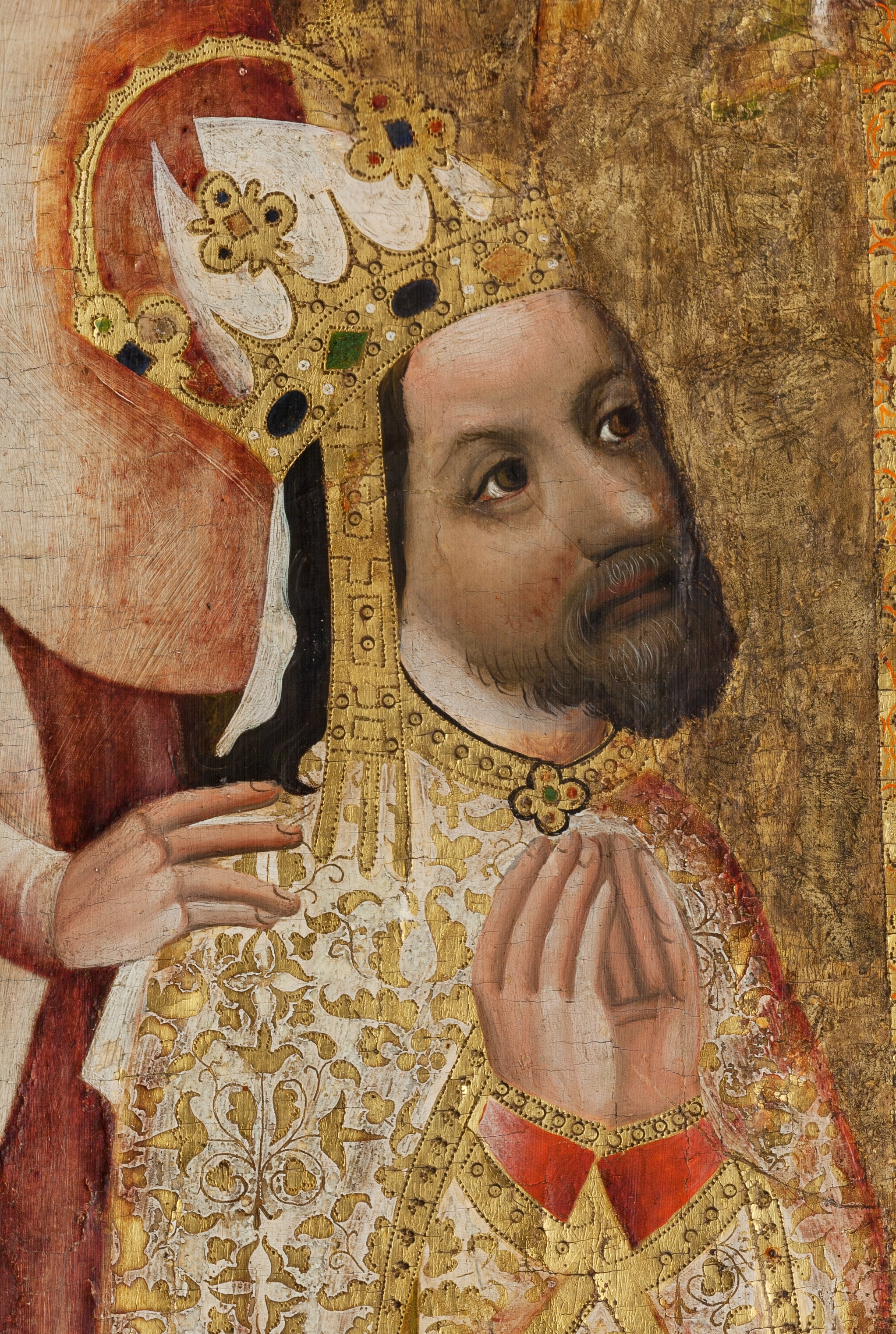
Karel IV. na votivním obraze Jana Očka z Vlašimi; autorem je neznámý následovník Mistra Theodorika

Ve Svatopetrské bazilice stál už také oltář svatého Václava, zřízený v třicátých letech onoho století z odkazu olomouckého biskupa Hynka. V roce 1363 ho opatřili bohoslužebným náčiním jakýsi český šlechtic Václav a jeho druzi. Později byla nad oltář umístěna desková gotická malba svatého Václava, obklopeného svatým Vojtěchem a Prokopem, u jejichž nohou klečel v korunovačním rouchu Karel IV. a pražský arcibiskup, snad Jan Očko z Vlašimi. Mezi českými poutníky v roce 1390 nechyběl ani Jan z Jenštejna. Vydal se na cestu už v březnu v doprovodu svých přátel. Byl s ním i někdejší rektor Karlovy koleje v Praze, mistr Mikuláš řečený Rakovník, jehož později mistr Jan Hus nazval přeslavným básníkem a který se tehdy nemálo zasloužil o šíření svátku Navštívení. Jan z Jenštejna jednal v Římě o včasné vydání buly týkající se slavení svátku v celé církvi, neboť po smrti papeže Urbana VI., na podzim roku 1389, se nikdo o věc nestaral.
Po Velikonocích se vydala do Říma i další početná skupina českých poutníků. Byl v ní i Jenštejnův generální vikář Jan z Pomuku († 20. března 1393), jehož umučené tělo za tři léta dal vhodit do Vltavy během zvláštního Svatého roku, poskytnutého papežem Bonifácem IX., nástupcem Urbana VI., sám král Václav IV.

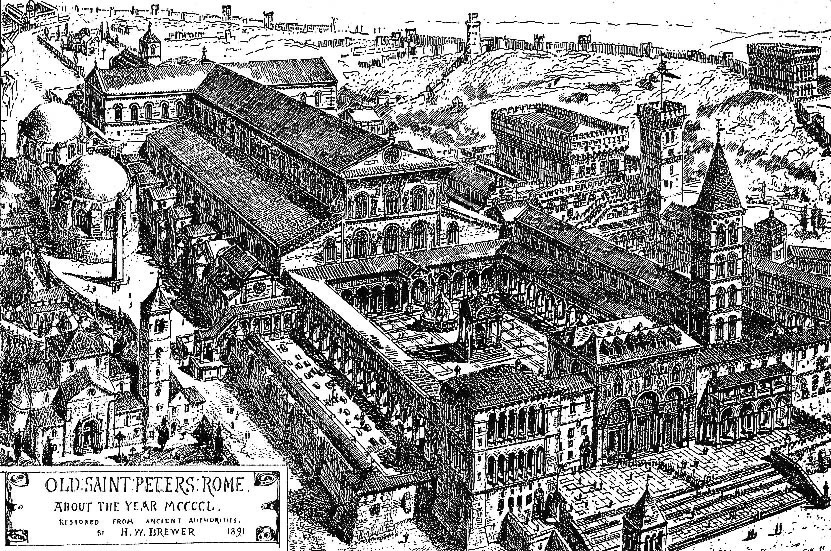
Původní „Konstantinova“ svatopetrská bazilika kolem roku 1450 (Kresba od H. W. Brewera, 1891)

Na římském hřbitově poblíž svatopetrské baziliky, nazývaném prostě Svaté pole – Campo Santo – byli během roku 1390 pohřbeni i čeští poutníci: Jenštejnův milovaný přítel šlechtic Heršík, farář z Načeradce, a také Mikuláš Rakovník, který zemřel v prvních květnových dnech. Jeho smrt popisuje Jan z Jenštejna takto:
„ ... slavný muž jménem Mikuláš, mistr umění a bakalář teologie, onemocněl v mém obydlí. Když mu byla k přijímání přinesena svatá Eucharistie, propukl v takový pláč, a pronesl dlouhou a zbožnou řeč na chválu spasitelné hostie před mnoha významnými muži, kteří stáli u něho, že někteří Římané se divili a tázali se: »Copak je to: Máte snad ve vašich krajích muže tak zbožné a tak svaté?« Ten pak po přijetí viatika ještě žil tři dny a po přijetí svátosti nemocných tvrdil, že necítil bolest, pouze jakousi slabost, nebo spíše sladkost Boží, s níž zesnul v Pánu.
Heršík upadl do nemoci záhy po Mikulášově smrti a k okolostojícím pravil: „Radujte se se mnou. Vždyť jsem spatřil mého Pána Ježíše Krista, který mě navštívil a potěšil.“ Předpověděl i hodinu své smrti. „Vězte,“ pravil k přátelům, „ že neopustím tento svět dříve, než budou v sobotu vyzvánět u svatého Petra k noně.“ Nadešla sobota, a on se několikrát tázal, zda už u svatého Petra zvonili, a když mu odpověděli, že ještě ne, zarmoutil se. „Jakmile se však ozval zvon k noně“ – tak doslovně píše Jan z Jenštejna – „s nesmírnou radostí v přítomnosti všech duši Bohu odevzdal.“
Z neznalosti této Jenštejnovy zprávy čeští liberální i marxističtí dějepisci řadí kvůli zmíněnému výroku Mistra Jana Husa, Mistra Mikuláše mezi ty, kteří chovali k jeho učení sympatie. Mistru Janovi však bylo v roce 1390 asi dvacet let. Zdá se, že čeští poutníci nevyužívali pohostinství českého hospice v Římě. Byl příliš malý, a proto si najímali soukromé domy. Jenštejnův životopisec dodává, že dům, kde se arcibiskup zdržoval, se poznal podle množství chuďasů, jimž štědře rozdával almužnu, a když mu došly prostředky, neostýchal se, jak bylo zvykem, sám pro nuzné žebrat. Cestou se zastavil i ve Friulsku v severní Itálii, kde byl tehdy aquilejským patriarchou český Lucemburk Jan z Moravy. V městě San Daniele del Friuli, které je proslulé uzenářským průmyslem, došlo k epizodě, kterou zaznamenal podotýkaje, že při pouhé vzpomínce na ni vstávají člověku vlasy na hlavě. Líčí ji takto: „ Jacísi krutí hostinští okradli nejprve z touhy po zisku poutníky, kteří byli tučnější, pak je ve skrytu zabili a jejich masem živili další později přišlé poutníky. To prováděli od předchozího až do tohoto Svatého roku. Ještě však, než jsem přišel do Itálie, byli stráveni sami ukrutnou a potupnou smrtí, jak se slušelo.“

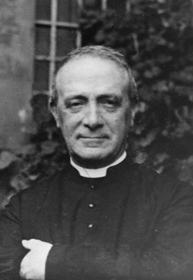
Pio Paschini (1878–1962) byl katolický biskup a historik

Po návratu do Prahy koncem června upadl Jan z Jenštejna, vysílen námahou, do těžké nemoci a jeho život visel na vlásku. Vzpomínka na ni i na smrt přátel v Římě mu zavdala látku k přemýšlení. Vzešlo z něho dílo De bono mortis – O dobru smrti a stručnější Dialog člověka s Bohem. V něm připomíná Jenštejn Kristu zbožnost, jež se projevila během Svatého roku a při oslavě svátku Navštívení. Žádá ho, aby už udělil církvi dar jednoty a světu mír. Kristus však mu odpovídá, že obojí si on sám přál. Poněvadž však poutníci po návratu domů upadli do svých starých hříchů jako pes vracející se k tomu, co předtím vyvrhl, vyzývají ho spíše k trestu než k pokoji. Jen přímluva jeho Matky zadržuje jeho trestající ruku. Nakonec však dodává: „Až tedy přijde doba smilování, upevním na zemi pokoj a dám vám svůj mír.“ Nejlépe snad vystihl význam tohoto tak zvláštního Svatého roku historik Paschini. Napsal, že toto jubileum, zrozené ze znepokojivých předtuch a skončené, aniž by církvi zasvitl uklidňující paprsek naděje na skončení rozkolu, bylo přece „jedním z nejslavnějších Svatých roků v dějinách".

### Svatý rok za Bonifáce IX.
Už když vyhlásil papež Urban VI. v dubnu 1389 Milostivé léto, byl v tomto ohledu zvlášť štědrý jeho nástupce papež Bonifác IX., který je po Urbanově smrti slavil. Vynořila se především otázka mnichů přísných řádů, jakými byli kartuziáni a kamaldulští, žijící přísným poustevnickým životem, dále i otázka řeholnic řeholí, jež z kláštera nevycházely. Pro ty nebyla pouť do Říma snadná. Papež jim tedy umožnil získání jubilejního odpuštění tím, že jim pozměnil podmínky, aby nemusely putovat do Říma. Krumlovským klariskám například dovolil 18. listopadu 1389 na jejich žádost, že místo pouti do Říma jim má jejich zpovědník určit čtyři kostely v pražské diecézi, jež mají, podobně jako poutníci římští, třicetkrát navštívit, a věnovat sumu, kterou by utratily na cestě do Říma, na jiné zbožné účely.
Ale když se chýlil ke konci Svatý rok 1390 a mnoho lidí nemohlo nebo nechtělo pouť do Říma konat, začali se na papeže obracet panovníci a knížata se svými žádostmi. A Bonifác IX., jak to bylo v jeho povaze, byl velkomyslný. Rozdával odpustky nejen jednotlivým vládcům, ale celým krajinám a zemím: Milánskému vévodovi Gian Galeazzovi Viscontimu poskytl pro celé Lombardsko zvláštní Milostivé léto s podmínkami podobnými jako poutníkům putujícím do Říma, jen s tím rozdílem, že každý musel věnovat zase obnos, který by potřeboval na pouť do Říma, na dobré účely. Své jubileum slavily i Korsika a Sardinie, a když Bonifác IX. svatořečil 7. října 1391 Brigitu Švédskou, udělil všem přítomným jubilejní odpustky. V roce 1392 udělil na žádost bavorských knížat Svatý rok pro Bavorsko na 6 měsíců s poutí do čtyř mnichovských kostelů. V roce 1393 měla svůj Svatý rok i Skandinávie, Míšeňsko a České království. České Milostivé léto ovšem bylo svérázné.

#### ČeskéMilostivé léto 1393

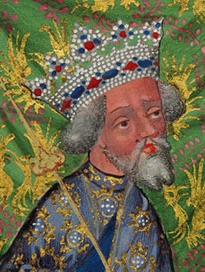
Český král Václav IV.
(1361–1419) na iluminaci
z období kolem roku 1430

Zažádal si o ně, patrně bez vědomí arcibiskupa Jana z Jenštejna, král Václav IV. prostřednictvím svého milce Václava Králíka z Buřenic. Papežská bula z 15. ledna 1393 neurčovala, jak tomu bývalo jinde, za hlavní střediska pouti pražskou katedrálu, ale kolegiátní královský kostel svatého Petra a Pavla na Vyšehradě, jehož kapitula byla odedávna vyňata z pravomoci arcibiskupa. Tam byl onen Václav Králík děkanem. Tam byli rozsazeni zpovědníci se širokou zpovědní pravomocí a udělovali zvláštní formulí odpustky Milostivého léta a také podle stavu jednotlivých osob určovali větší nebo menší částku peněz, jež místo cestovného do Říma měla být odevzdána ve vyšehradském kostele. Polovina obnosu měla pak být zaslána do Říma na opravu římských bazilik. Druhým kostelem jubilea byla kaple Božího Těla na Karlově náměstí, kam měli poutníci putovat z Vyšehradu, a která tehdy byla sotva dokončená. Byla střediskem mocného bratrstva „obruče a kladiva“, k němuž náleželi někteří královští milci a jehož ochráncem byl sám král Václav IV. Nakonec měli poutníci navštívit pražskou katedrálu a chrám břevnovského kláštera a tyto návštěvy jako jinde měli pak opakovat jako podmínku k dosažení jubilejních odpustků.

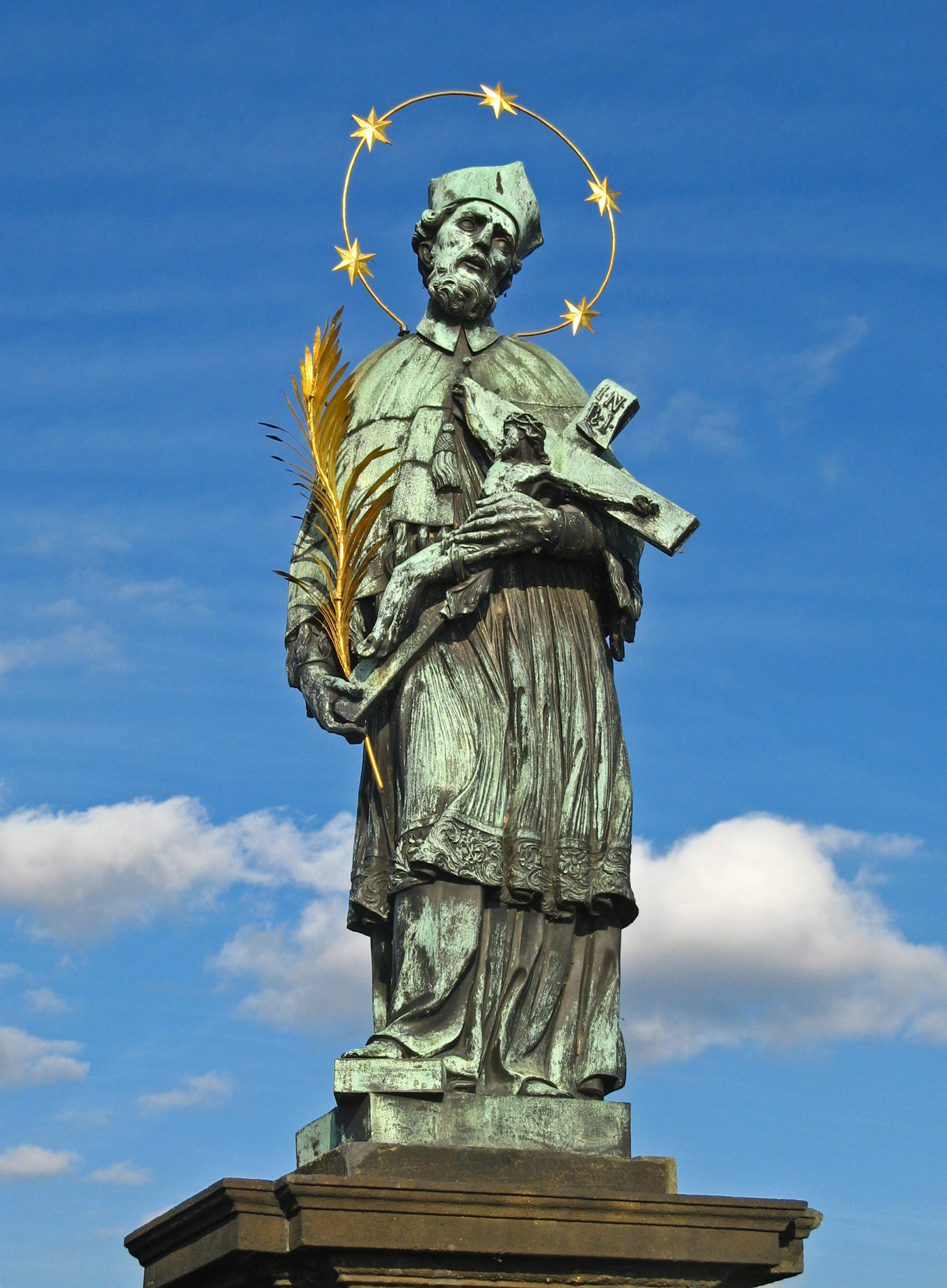
Sv. Jan Nepomucký od Jana Brokoffa stojící na Karlově mostě

Pražský jubilejní rok měl trvat od 16. března do 14. září. Horlivost krále a jemu oddaných duchovních pro získání tak významných odpustků pro Čechy příliš nepřekvapuje, neboť nakonec značná část vybraných peněz uvízla v královské pokladně, ne-li v měšcích jeho milců. Z částky určené pro Řím pak půjčoval papežský nuncius Ubaldin moravskému markrabímu Prokopu na válku, kterou tehdy právě vedl se svým bratrem Joštem na Moravě. Nakonec tedy Milostivé léto způsobilo roztržku mezi královským a nekrálovským, reformně zaměřeným duchovenstvem, které se ostře stavělo proti takovémuto způsobu udílení odpustků, zavánějícímu svatokupectvím. I Jan z Jenštejna, který horlivě uděloval odpustky, bez jakékoliv finanční protiváhy, ale za úkony zbožnosti nebo křesťanské lásky, a jeho přátelé pohlíželi na tento králův podnik se značnou dávkou nedůvěry. Arcibiskup projevil natolik svou netečnost, že ač byl jedním z těch, kteří měli papežskou bulu vyhlásit, neučinil tak, a Milostivé léto bylo vyhlášeno bez něho i bez nuncia Ubaldina výběrčím papežské komory v Čechách Václavem Portulánem.

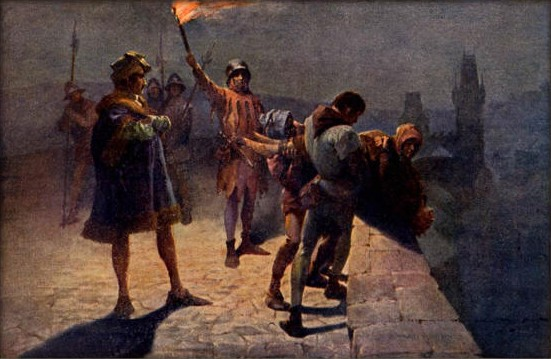
Smrt Jana Nepomuckého od Josefa Mathausera

Svatý rok sice začal a Václav IV. byl mezi prvními, kteří vykonali předepsanou pouť, ale už 19. března se naskytla Praze naplněné poutníky neobvyklá podívaná, jak týž „zkroušený a kající“ král s křikem dal veřejně vláčet pražskými ulicemi arcibiskupské úředníky a pak je osobně mučil. Ještě v noci 19. března na jeho příkaz bylo svrženo mrtvé tělo Jenštejnova generálního vikáře Jana z Pomuku – pozdějšího svatého Jana Nepomuckého – do Vltavy. Pražský Svatý rok v rukou krále a jeho duchovních je událost, jež zanechala v českých dějinách tragickou stopu. Tam vybuchuje odpor proti udílení odpustků a na pražské univerzitě i mimo ni se množí debaty teologů o jejich platnosti, jež mistr Jan Hus a jeho následovníci ještě více zradikalizovali.

### Místní Svaté roky

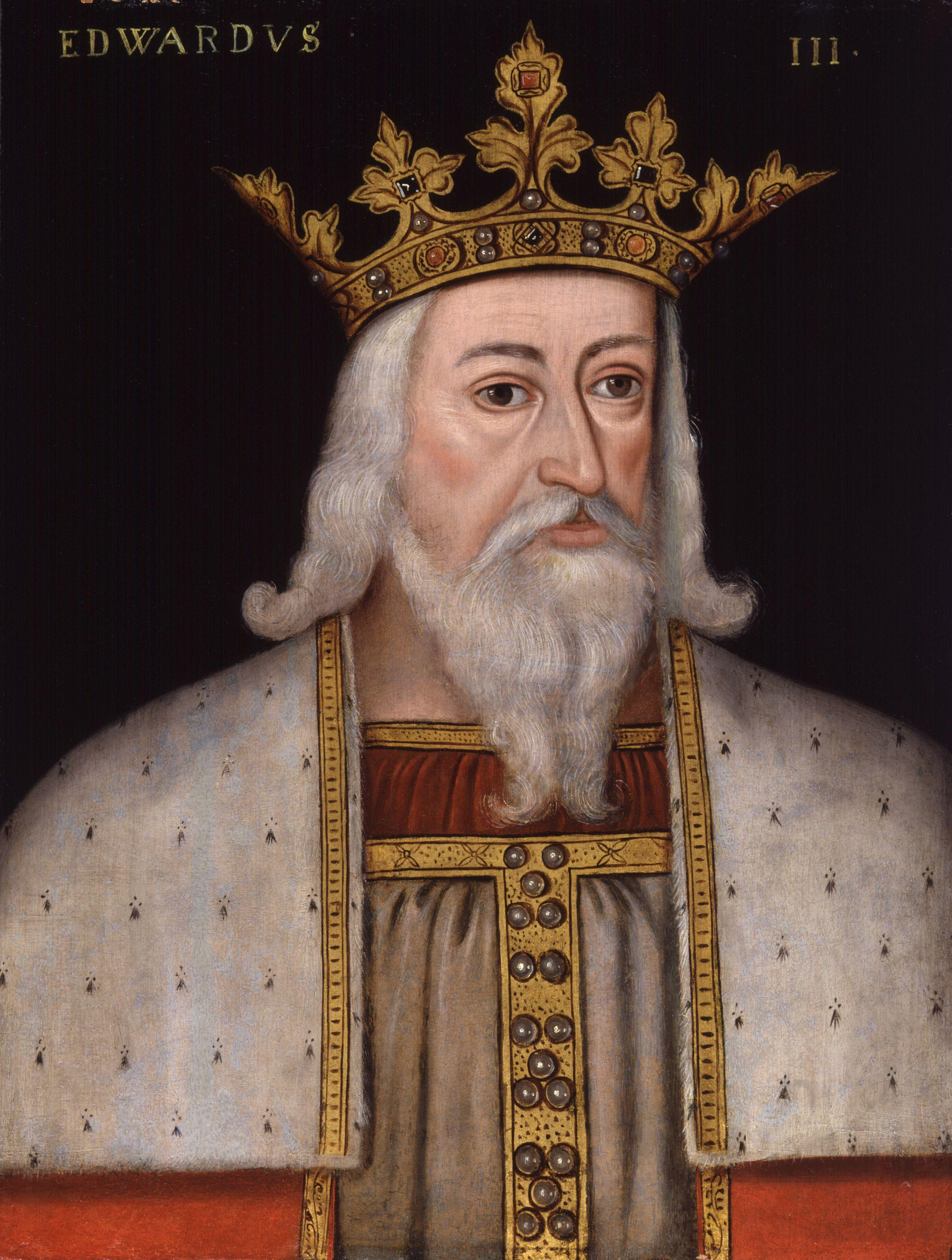
Eduard III., král Anglie a pán Irska

Milostivé léto 1390, slavené v tak neobvyklém roce, a nový způsob udílení odpustků Svatého roku, který se rozšířil v posledním desetiletí čtrnáctého století, ovlivnily do značné míry i Svatý rok na počátku nového 15. století. Už v roce 1300 dal vyhlásit papež Bonifác VIII., že všichni, kdo nesplnili do 25. prosince podmínky stanovené k získání úplného odpuštění časných trestů, nebo kdo zemřeli na cestě do Říma nebo v Římě samém během pouti, již nedokončili, získávají je z jeho apoštolské pravomoci.
V roce 1350, během druhého Svatého roku, se snažily některé významné osobnosti získat tyto odpustky, aniž by musely konat pouť do Říma. Králi Hugonovi z Kypru, který se obrátil na papeže Klementa VI. s podobnou žádostí, došla odpověď, že už před ním se obrátila do Říma řada významných osob se stejnou žádostí, ale že papež na radu kardinálů se rozhodl nevyhovět. Nicméně po uplynutí Svatého roku povolil 8. ledna 1351 Klement VI. královně Alžbětě Uherské, že si smí zvolit zpovědníka, který jí, bude-li litovat svých hříchů, po zpovědi udělí tyto jubilejní odpustky. 14. května téhož roku dostal podobnou výsadu i anglický Eduard III. a jednotliví členové jeho nejužší rodiny. A získali ji už v lednu předtím různí význační angličtí šlechtici, ale těm byla připojena jiná podmínka: museli dát na podporu Svaté země takovou sumu, kterou by byli potřebovali na pouť do Říma. Za týchž podmínek směl udělit arcibiskup Jan z Brindisi, papežský legát, tytéž odpustky třiceti osobám na Sicílii.